# Ljetnja pozornica na Cetinju
Ljetnja pozornica sagrađena је 1951. godinе, skromnih је dimenzija (1500 mjesta), Ljetnja pozornica Cetinja svojim izgledom i ambijentalnom uklopljenošću, smatra se jedanim od simbola Cetinja.
Svoje mjesto je našla na rubovima Vladičine bašte, i podnožju Orlovoga krša, sva od kamena, amfiteatarskoga izgleda, omiljeno je mjesto svima koji su na Cetinju u ljetnjim mjesecima. Gotovo nalik antičkim amfiteatrima, Ljetnja pozornica je centralno mjesto dešavanja tzv. manifestacije „Cetinjsko kulturno ljeto”.

## Literatura
- Dušan Martinović, Cetinje – spomenici arhitekture, 1980.